# Neuilly-le-Dien
Neuilly-le-Dien är en kommun i departementet Somme i regionen Hauts-de-France i norra Frankrike. Kommunen ligger i kantonen Crécy-en-Ponthieu som tillhör arrondissementet Abbeville. År 2022 hade Neuilly-le-Dien 103 invånare.

## Befolkningsutveckling
Antalet invånare i kommunen Neuilly-le-Dien
| Referens: INSEE |